# Arttu Hoskonen
Arttu Hoskonen (ur. 16 kwietnia 1997 w Kaarinie) – fiński piłkarz występujący na pozycji środkowego obrońcy w Stockport County.

## Kariera klubowa

### Inter Turku
Arttu Hoskonen trenował w juniorskich drużynach Kaarinan Nappulat oraz Kaarinan Pojat. Od 2010 roku związany był z Interem Turku. W drużynie seniorskiej Interu zadebiutował w sezonie 2016. Drużynę z Turku reprezentował przez sześć sezonów, występując w tym okresie w 95 spotkaniach fińskiej najwyższej ligi, zdobywając w niej dwie bramki. W 2018 roku zdobył Puchar Finlandii. W barwach Interu występował w kwalifikacjach do Ligi Europy oraz Ligi Konferencji.

### HJK Helsinki
Po zakończeniu sezonu 2021, Hoskonen podpisał kontrakt na dwa kolejne sezony z mistrzem Finlandii, HJK Helsinki. W barwach drużyny z Helsinek w sezonie 2022 wystąpił w 21 spotkaniach Veikkausliigi, zdobywając trzy bramki i uzyskując tytuł mistrza Finlandii. Z HJK występował w kwalifikacjach Ligi Mistrzów (2022/2023), przechodząc łotewski RFS i odpadając z Viktorią Pilzno w II rundzie kwalifikacyjnej. W kwalifikacjach Ligi Europy po pokonaniu zespołów NK Maribor oraz Silkeborg IF, awansował do fazy grupowej rozgrywek. HJK w fazie grupowej Ligi Europy zmierzyło się z Realem Betis, AS Romą oraz Łudogorcem Razgrad, remisując jedno spotkanie i przegrywając pozostałe zajęli ostatnie miejsce w grupie.

### Cracovia
W styczniu 2023 roku został wykupiony z HJK Helsinki przez Cracovię. Z krakowską drużyną podpisał 2,5-letni kontrakt. W ekstraklasie zadebiutował 17 lutego, w meczu ze Stalą Mielec a 25 lutego, w swoim drugim spotkaniu w barwach Pasów, zdobył premierową bramkę.

### Stockport County
21 lipca 2025 rozstał zawodnikiem Stockport County.

## Kariera reprezentacyjna
W listopadzie 2016 roku zadebiutował w młodzieżowych rozgrywkach reprezentacyjnych. Wziął udział w towarzyskim spotkaniu reprezentacji Finlandii do lat 20 z reprezentacją Polski do lat 19. Rozgyrwany w Hiszpanii sparing zakończył się zwycięstwem Finów 2:1 a Hoskonen rozegrał całe spotkanie.
Sześć lat później zadebiutował w seniorskiej reprezentacji Finalndii, występując w towarzyskim spotkaniu z reprezentacją Macedonii Północnej. W czerwcu 2023 roku wystąpił w meczu eliminacji mistrzostw Europy ze Słownią.

## Statystyki

### Klubowe
(aktualne na 7 lutego 2025)
| Klub               | Sezon              | Liga               | Liga  | Liga   | Puchar kraju | Puchar kraju | Europa | Europa | Inne  | Inne   | Suma  | Suma   |
| Klub               | Sezon              | Liga               | Mecze | Bramki | Mecze        | Bramki       | Mecze  | Bramki | Mecze | Bramki | Mecze | Bramki |
| ------------------ | ------------------ | ------------------ | ----- | ------ | ------------ | ------------ | ------ | ------ | ----- | ------ | ----- | ------ |
| Inter Turku        | 2016               | Veikkausliiga      | 18    | 0      | 0            | 0            | –      | –      | 0     | 0      | 18    | 0      |
| Inter Turku        | 2017               | Veikkausliiga      | 6     | 0      | 0            | 0            | –      | –      | –     | –      | 6     | 0      |
| Inter Turku        | 2018               | Veikkausliiga      | 25    | 1      | 6            | 1            | –      | –      | –     | –      | 31    | 2      |
| Inter Turku        | 2019               | Veikkausliiga      | 16    | 0      | 4            | 0            | 1      | 0      | –     | –      | 21    | 0      |
| Inter Turku        | 2020               | Veikkausliiga      | 17    | 1      | 9            | 0            | 1      | 0      | –     | –      | 27    | 1      |
| Inter Turku        | 2021               | Veikkausliiga      | 13    | 0      | 5            | 1            | 2      | 0      | –     | –      | 20    | 1      |
| Inter Turku        | Ogólnie            | Ogólnie            | 95    | 2      | 24           | 2            | 4      | 0      | 0     | 0      | 123   | 4      |
| HJK Helsinki       | 2022               | Veikkausliiga      | 21    | 3      | 2            | 0            | 13     | 0      | –     | –      | 36    | 3      |
| Cracovia           | 2022/2023          | Ekstraklasa        | 11    | 1      | –            | –            | –      | –      | –     | –      | 11    | 1      |
| Cracovia           | 2023/2024          | Ekstraklasa        | 26    | 1      | 3            | 0            | –      | –      | –     | –      | 29    | 1      |
| Cracovia           | 2024/2025          | Ekstraklasa        | 11    | 0      | 1            | 0            | –      | –      | –     | –      | 12    | 0      |
| Cracovia           | Ogólnie            | Ogólnie            | 48    | 2      | 4            | 0            | 0      | 0      | 0     | 0      | 52    | 2      |
| Ogólnie w karierze | Ogólnie w karierze | Ogólnie w karierze | 164   | 7      | 30           | 2            | 17     | 0      | 0     | 0      | 211   | 9      |

### Reprezentacyjne
(aktualne na 10 czerwca 2025)
| Reprezentacja | Rok     | Mecze | Bramki |
| ------------- | ------- | ----- | ------ |
| Finlandia     |         |       |        |
| 2022          | 2       | 0     |        |
| 2023          | 7       | 0     |        |
| 2024          | 8       | 1     |        |
| 2025          | 2       | 0     |        |
| Ogólnie       | Ogólnie | 19    | 1      |

| Mecze i gole w reprezentacji | Mecze i gole w reprezentacji | Mecze i gole w reprezentacji | Mecze i gole w reprezentacji | Mecze i gole w reprezentacji | Mecze i gole w reprezentacji | Mecze i gole w reprezentacji |
| Lp.                          | Data                         | Miasto                       | Przeciwnik                   | Gol                          | Wynik                        | Rozgrywki                    |
| ---------------------------- | ---------------------------- | ---------------------------- | ---------------------------- | ---------------------------- | ---------------------------- | ---------------------------- |
| 1.                           | 17.11.2022                   | Skopje                       | Macedonia Północna           |                              | 1:1                          | towarzyski                   |
| 2.                           | 20.11.2022                   | Oslo                         | Norwegia                     |                              | 1:1                          | towarzyski                   |
| 3.                           | 09.01.2023                   | Faro-Loulé                   | Szwecja                      |                              | 0:2                          | towarzyski                   |
| 4.                           | 16.06.2023                   | Helsinki                     | Słowenia                     |                              | 2:0                          | el. ME 2024                  |
| 5.                           | 07.09.2023                   | Astana                       | Kazachstan                   |                              | 1:0                          | el. ME 2024                  |
| 6.                           | 10.09.2023                   | Helsinki                     | Dania                        |                              | 0:1                          | el. ME 2024                  |
| 7.                           | 14.10.2023                   | Lublana                      | Słowenia                     |                              | 0:3                          | el. ME 2024                  |
| 8.                           | 17.10.2023                   | Helsinki                     | Kazachstan                   |                              | 1:2                          | el. ME 2024                  |
| 9.                           | 20.11.2023                   | Serravalle                   | San Marino                   |                              | 2:1                          | el. ME 2024                  |
| 10.                          | 26.03.2024                   | Helsinki                     | Estonia                      |                              | 2:1                          | towarzyski                   |
| 11.                          | 07.06.2024                   | Glasgow                      | Szkocja                      |                              | 2:2                          | towarzyski                   |
| 12.                          | 07.09.2024                   | Pireus                       | Grecja                       |                              | 0:3                          | LN 2024/2025                 |
| 13.                          | 10.09.2024                   | Londyn                       | Anglia                       |                              | 0:2                          | LN 2024/2025                 |
| 14.                          | 10.10.2024                   | Helsinki                     | Irlandia                     |                              | 1:2                          | LN 2024/2025                 |
| 15.                          | 13.10.2024                   | Helsinki                     | Anglia                       | Gol                          | 1:3                          | LN 2024/2025                 |
| 16.                          | 14.11.2024                   | Dublin                       | Irlandia                     |                              | 0:1                          | LN 2024/2025                 |
| 17.                          | 17.11.2024                   | Helsinki                     | Grecja                       |                              | 0:2                          | LN 2024/2025                 |

## Sukcesy

### Inter Turku
- Puchar Finlandii: 2017/2018

### HJK Helsinki
- Mistrzostwo Finlandii: 2022